# 벤저민 브리튼

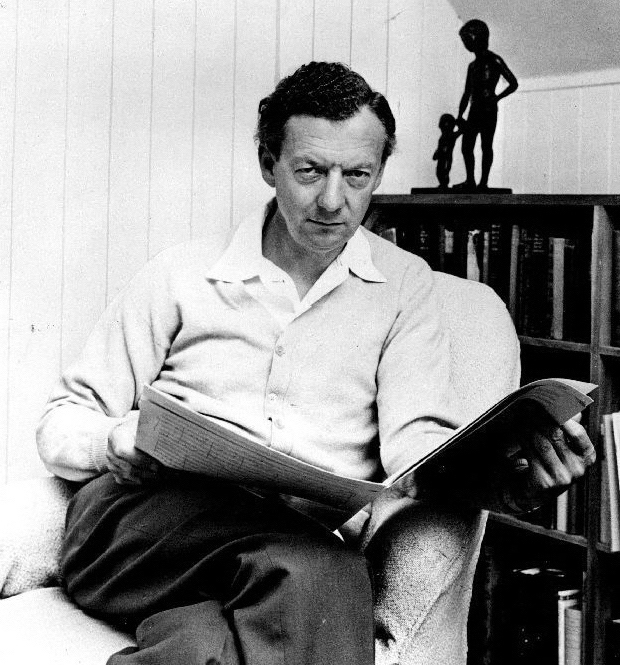
1960년대 중반의 모습

브리튼 남작 에드워드 벤저민 브리튼(Edward Benjamin Britten, Baron Britten, OM, CH, 1913년 11월 22일 ~ 1976년 12월 4일)은 영국의 작곡가이다.

## 생애

### 어린 시절
브리튼은 잉글랜드의 서퍽주에 있는 로스토프트에서 치과 의사인 아버지와 아마추어 가수였던 어머니 사이에서 태어났다. 그는 2세 때 피아노에 관심을 보이며 어린 시절부터 음악적 재능을 드러냈으며, 5세부터 작곡과 피아노와 비올라를 배웠다. 5세 때 노래를, 7세 때 피아노곡을, 9세 때는 최초의 현악 4중주곡을 작곡하였다. 1927년 13세부터 프랭크 브리지(Frank Bridge)에게서 개인 교습으로 음악 이론과 작곡을 배웠다. 16세 때 장학금을 받아 런던 왕립음악대학(RCM)에서 본 윌리엄스와 존 아일런드(John Ireland)에게 작곡을 배웠다. 이 무렵에는 교향곡, 6개의 현악 4중주곡, 10곡의 피아노 소나타 등의 습작을 작곡하였다는데, 현악합주를 위한 《심플 심포니》는 후에 이들 습작을 기초로 새로 쓴 것이다.
음악학교 재학 중에 쇤베르크나 베르크의 12음기법에 흥미를 가지고 빈에서 베르크에게 사사하려고 생각하였으나 보수적인 영국에서는 12음음악은 위험사상처럼 간주되어 학교 당국도, 옛 스승인 브리지도 한사코 반대했으므로 이 희망은 실현되지 못했다. 음악학교를 졸업하기 전인 1933년에 아버지가 별세하였기 때문에 자활의 길에 몰린 브리튼은 다큐멘터리 영화음악을 작곡하는 일에 종사하였다. 이는 후년 오페라를 만드는 데 여러모로 유익한 경험이 되었을 뿐만 아니라 이 일을 통해 영국 시(詩)단에서 활약하고 있는 W. H. 오든과 만난 사실은 브리튼의 예술과 인간에 큰 영향을 주었다. 브리튼은 오든에 의하여 영시(英詩)가 지니는 아름다움과 시와 음악의 미학적 관계를 재인식하였을 뿐 아니라 예술가의 사회적, 정치적 책임에 대한 자각을 갖게 되었다. 오든의 시에 의한 작품도 몇 곡 쓰였다. 그동안 1937년에 잘츠부르크 음악제에서 《프랭크 브리지의 주제에 의한 변주곡》이 초연되어 브리튼은 비로소 국제적인 주목을 받았다.

### 음악 활동
1939년 피터 피어즈와 함께 영국을 떠나 친구인 오든이 귀화한 북아메리카를 여행하였다. 1942년 봄까지 2년 반에 걸친 미국 체재는 그의 창작활동에 풍요한 결실을 가져다 주었다. 바이올린 협주곡, 아르튀르 랭보의 시에 의한 《일루미네이션》, 《미켈란젤로에 의한 7개의 소네트》, 《진혼교향곡》, 《현악 4중주곡 제1번》 등 이 시기의 작품들은 현재에도 많이 연주된다. 1942년 봄 마침내 제2차 세계 대전 중이던 고향 영국으로 돌아왔으나 양심적 이유에서 종군을 거부하는 것이 법정에서 인정이 되어 서퍽주에 틀어박혀 창작에 몰두했다. 이 때 《성 체칠리아에의 찬가》, 《캐럴의 제전》, 《그리스도와 함께 있으며 기뻐하라》 등 공습하의 영국민에게 마음의 평안을 주는 맑은 종교적 작품을 만들어냈다.
전쟁을 부정하는 평화주의자이던 그의 양심으로부터는 미국에 머무는 동안 브리튼은 지휘자인 세르게이 쿠세비츠키로부터 경제적 원조를 받아 오페라 작곡을 위촉받았다. 1945년 전쟁이 끝나자 《전쟁 레퀴엠》을 초연했다. 영국의 시인 크래브의 장편시를 바탕으로 한 오페라 《피터 그라임스》는 헨리 퍼셀 이래의 본격적 영국의 오페라라고 하여 일약 브리튼의 명성을 높였다. 이 때부터 그는 《루크리시아의 능욕》(1946), 《앨버트 헤링》(1947), 《거지 오페라》의 자유로운 개편판(1948), 《오페라를 만들자》(1949), 《빌리 버드》(1951), 엘리자베스 2세의 대관식을 기념하는 《글로리아나》(1953), 《나사의 회전》(1945), 기적극(奇蹟劇) 《노아의 홍수》(1958), 《한여름밤의 꿈》(1960), 《마도요의 강》(1964), 《구약성서》에서 제재를 딴 《불붙는 용광 로》(1966) 등 거의 매해마다 화제가 되는 무대작품을 발표하였다. 1946년에 잉글리시 오페라 그룹(English Opera Group)을 결성했고, 1948년에는 앨더버러 페스티벌(Aldeburgh Festival)을 창설했다.
브리튼은 1947년 이래 영국 동해안의 어촌 올드버러에 살면서 창작활동에 몰두하였으며, 1948년부터 해마다 그 곳에서 음악제를 주최하였다. 이 음악제는 브리튼의 작품을 중심으로 했고, 매년 반드시 새 작품이 발표되었을 뿐만 아니라 그 자신이 지휘자이며 피아니스트로서 중요한 역할을 함으로써 유명했던 음악제이다. 로스트로포비치를 위하여 작곡된 첼로 소나타, 첼로 심포니, 무반주첼로모음곡, 제2차대전 중 공습으로 파괴된 코벤트리 대성당의 재건 헌당식을 위해 작곡한 《전쟁 레퀴엠》(1961)이 있다.

### 피터 피어스와의 관계
브리튼은 동성애자로, 1936년 그보다 3살 연상인 테너 피터 피어즈(영어: Peter Pears)를 만난 후 여러 작업을 함께하였으며, 평생 동반자로 지냈다. 브리튼은 피어즈를 염두에 두고 오페라 작품을 작곡했다. 피어즈는 《피터 그라임스》에서 타이틀 롤을 맡았고, 《빌리 버드》에서는 비어 선장, 《나사의 회전》에서는 퀸트 역을 맡았다.

## 음악 성향
브리튼은 매우 다채로운 변화에 찬 작품을 썼으므로 그 작풍을 한마디로 요약하기는 어렵지만, 엘리자베스 왕조 이래의 영국음악이나 영국의 민요에 큰 관심을 가졌으며 그 전통에 입각하여 현대적인 음감각을 나타낸 작곡가로 평가받는다. 여러 가지 기법에 숙달하고 멜로디에도 뛰어나 화성, 음빛깔, 리듬감 등의 표현 효과에는 감각적인 날카로움을 보이고 있으나, 그 작풍은 중용(中庸)을 존중하며 결코 과도한 일이 없다. 불협화음도 결코 지나침이 없고 멜로디도 대체로 조성적(調性的)이어서 친해지기 쉽다는 평을 받는다. 또 화음도 오케스트레이션이 자아내는 특징적인 음빛깔의 콘트라스트가 그의 개성이다. 《칸타타 아카데미카》(1960)에서는 12음기법도 사용하고 있으나 《전쟁 레퀴엠》 이후 그 작풍은 크게 변화하여 더욱 응축한, 간결한 표현이 추구되기에 이르렀다. 《마도요의 강》, 《불타는 용광로》는 이러한 경향을 보여주었으며, 중세의 기적극을 재흥하여 거기에 새로운 오페라 형식을 찾으려는 의도에서 주목을 받았다.

## 주요 작품

### 관현악
- 소교향곡 작품번호 1(1932)
- 캐나다 사육제(1939)
- 진혼 교향곡(1940)
- 아메리카 서곡(1941)
- 4개의 바다 간주곡(피터 그라임스에서 발췌)(1945)
- 청소년을 위한 관현악 입문(1946)
- 가끔씩 서곡(1946)
- 영국 민요 가락에 따른 모음곡(1966, 74)

### 현악 합주곡
- 단순 교향곡 (1934)
- 프랭크 브리지 주제에 따른 변주곡(1937)
- 전주곡과 푸가(18대의 현악기)(1943)

### 협주곡
- 피아노 협주곡 라장조(1938, 45년에 개작)
- 바이올린 협주곡 라단조(1939, 58년에 개작)
- 젊은 아폴로(피아노와 현악 4중주)(1939)
- 오락(1940, 54년에 개작; 왼손의 피아노와 관현악)
- 스코틀랜드 발라드(1941; 두 대의 피아노)
- 첼로 교향곡(1963)
- 이중협주곡 나단조(1932)
- 클라리넷 협주곡 가단조(1942)

### 실내악

#### 독주
- 6개의 변신(1951; 오비디우스의 작품에 근거, 오보에 독주곡)
- 지미를 위한 팀파니 소품(1955)
- 존 다우랜드를 위한 야상곡(1963; 기타 독주곡)
- 첼로 모음곡 1번(1964)
- 첼로 모음곡 2번(1967)
- 하프 모음곡(1969)
- 첼로 모음곡 3번(1972)

#### 이중주
- 모음곡(1935; 바이올린과 피아노)
- 2개의 곤충 소품(1935; 오보에와 피아노)
- 첼로 소나타 다장조(1961)

#### 삼중주/사중주
- 현악 4중주 라장조(1931, 74년에 개작)
- 환상 4중주 작품번호 2(1932; 오보에와 현악 3중주)
- 3개의 디베르티멘토(1933, 36년에 개작; 현악 4중주)
- 현악 4중주 1번 라장조(1941)
- 현악 4중주 2번 다장조(1945)
- 제미니 변주곡(1965; 네 손의 피아노와 플루트 그리고 바이올린)
- 현악 4중주 3번 사장조(1975)

### 피아노
- 5개의 왈츠(1923~25, 69년에 개작)
- 3개의 성격 소품(1930)
- 12개의 변주곡(1930)
- 휴가 일기(1934)
- 밤 소품(1963)
- 변주곡(1965)

### 가곡
- 새(1929, 34년에 개작)
- 이 섬 위에서(1937)
- 채색삽화(1939)
- 카라베 노래들(1940)
- 7개의 미켈란젤로 소네트 작품번호 22(1940)
- 세레나데(1943; 테너와 호른 및 현악기용)
- 존 던의 신성한 소네트 작품번호 35(1945)
- 겨울의 말(1954)
- 야상곡(1958)
- 메아리의 시인 작품번호 74(1965)
- 이 아이들은 누구인가? 작품번호 84(1969)
- 생일 선물(1975)
- 파이드라(1975)

### 합창
- 2개의 시편(1931)
- 소년이 태어났다(1933, 55년에 개작)
- 성 세실리아 찬가(1942)
- 축전 테 데움(1944)
- 봄 교향곡(1949)
- 아카데미아 칸타타(1959)
- 짧은 미사(1969)
- 전쟁 레퀴엠(1961)

### 발레
- 플리머스 마을(1931)
- 탑의 왕자(1956)

### 오페라
- 《폴 버니언》(오페레타)(1941)
- 《피터 그라임스》(1945)
- 《루크레시아의 강간》(1946)
- 《앨버트 헤링》(1947)
- 《빌리 버드》(1951)
- 《글로리아나》(1953)
- 《나사의 회전》(1954)
- 《노아의 홍수》(1958)
- 《한여름 밤의 꿈》(1960)
- 《커류 강》(기적극)(1964)
- 《타오르는 용광로》(기적극)(1966)
- 《탕아》(기적극)(1968)
- 《오웬 윈그레이브》(1971)
- 《베니스에서의 죽음》(1973)

## 서훈
- 1953년 컴패니언 오브 아너(Order of the Companions of Honour, CH)[2]
- 1965년 오더 오브 메리트(Order of Merit, OM)[3]
- 1976년 7월 남작작위(Baron Britten of Aldeburgh) 서임[4]

## 참고 문헌

### 참고 자료
- Donald Mitchell, "Britten, (Edward) Benjamin, Baron Britten (1913-1976)" Oxford Dictionary of National Biography, Oxford University Press, 2004:
- Philip Brett. "Benjamin Britten", Grove Dictionary of Music and Musicians, ed. L. Macy보관됨 2008-05-16 - 웨이백 머신 (grovemusic.com 회원제).
- Humphrey Carpenter, Benjamin Britten: a biography (London: Faber, 1992) ISBN 0-571-14324-5